# پروالنه
پروالنه (به لاتین: Perevalne) یک منطقهٔ مسکونی در اوکراین است که در شبه‌جزیره کریمه واقع شده‌است. پروالنه ۳٬۶۶۰ نفر جمعیت دارد و ۴۳۸ متر بالاتر از سطح دریا واقع شده‌است.

## نگارخانه

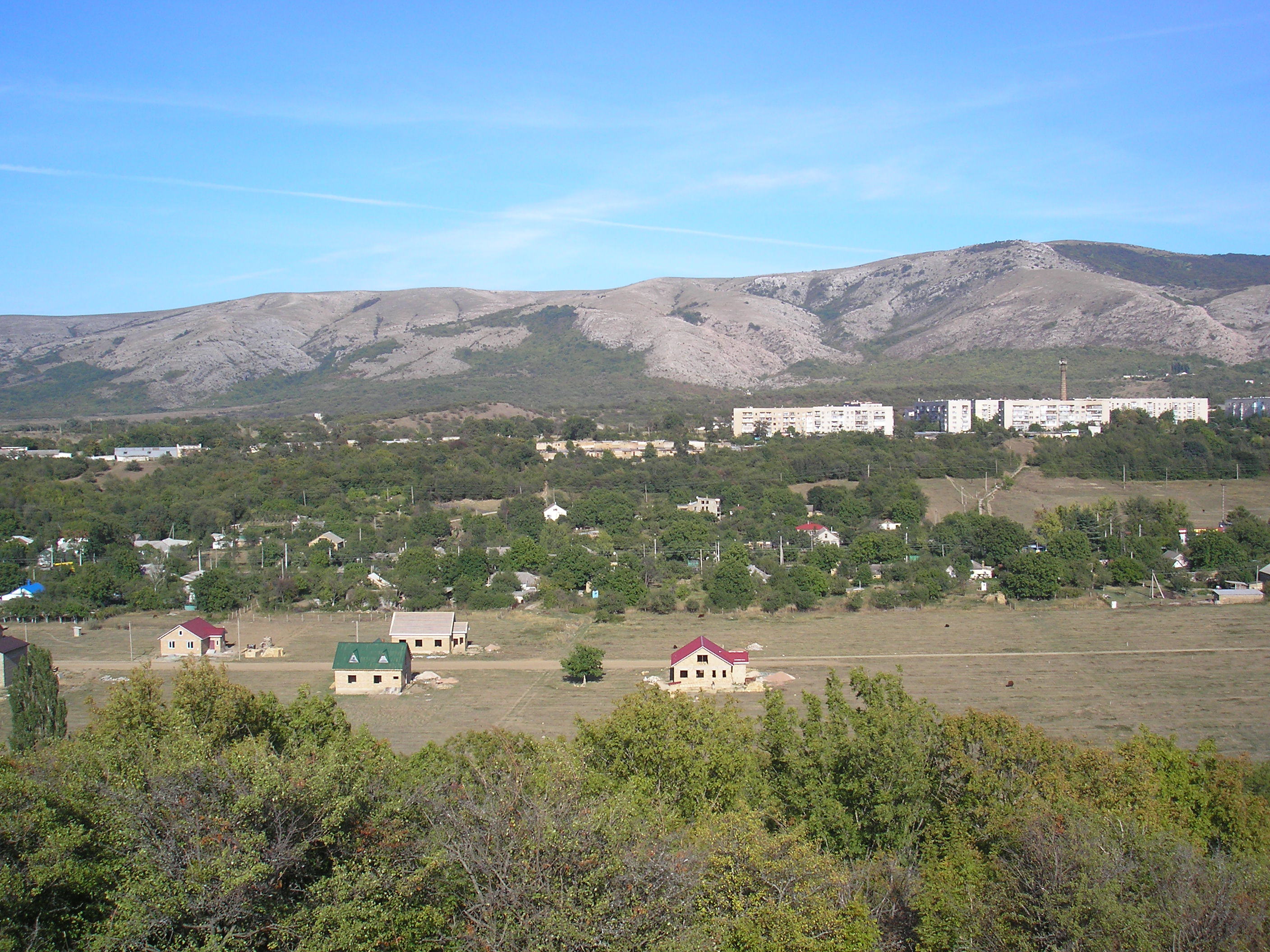
نمایی از پروالنه